# Rhede, Emsland
Rhede là một đô thị thuộc huyện Emsland, bang Niedersachsen, Đức. Đô thị này có diện tích 75,02 km². Đô thị này nằm bên sông Ems, gần biên giới với Hà Lan, cự ly khoảng 10 km về phía tây của Papenburg, và 20 km về phía đông nam của Winschoten.